# Vrbař uhlazený
Vrbař uhlazený (Clytra laeviuscula) je jedním z mnoha druhů brouka velmi početné čeledi mandelinkovitých (Chrysomelidae).

## Synonyma
- Clythra fasciata Ratzeburg, 1837 nec Fabricius, 1801
- Clythra laeviuscula Ratzeburg, 1837

## Popis
Je to vzhledný brouk velký 8–12 mm. Hlava a štít jsou hladké a leskle černé. Krovky jsou od oranžově žluté přes oranžovou až načervenalé, s černou skvrnou na lopatkách a viditelnou žilnatinou. Uprostřed na každé z krovek se nachází velká černá nepravidelně ohraničená skvrna ve tvaru kaňky. V místě švu krovek je zakroužená. Stejně zakroužený okraj má skvrna i na vnějším okraji krovek aniž by jej dosahovala. Končetiny jsou poměrně silné a černé. Tykadla jsou nitkovitá drobně článkovitá a tenká a celkem krátká (asi 2,5 až 3,5 mm). Spodní část těla je celá černá, předohruď, zadohruď i sternity mírně světle obrvené.

### Možná záměna
Tento druh vrbaře bývá někdy zaměňován s vrbařem čtyřtečným (Clytra quadripunctata), u něhož jsou dolní černé skvrny na krovkách mnohem menší, někdy rozdrobené a níže posazené.

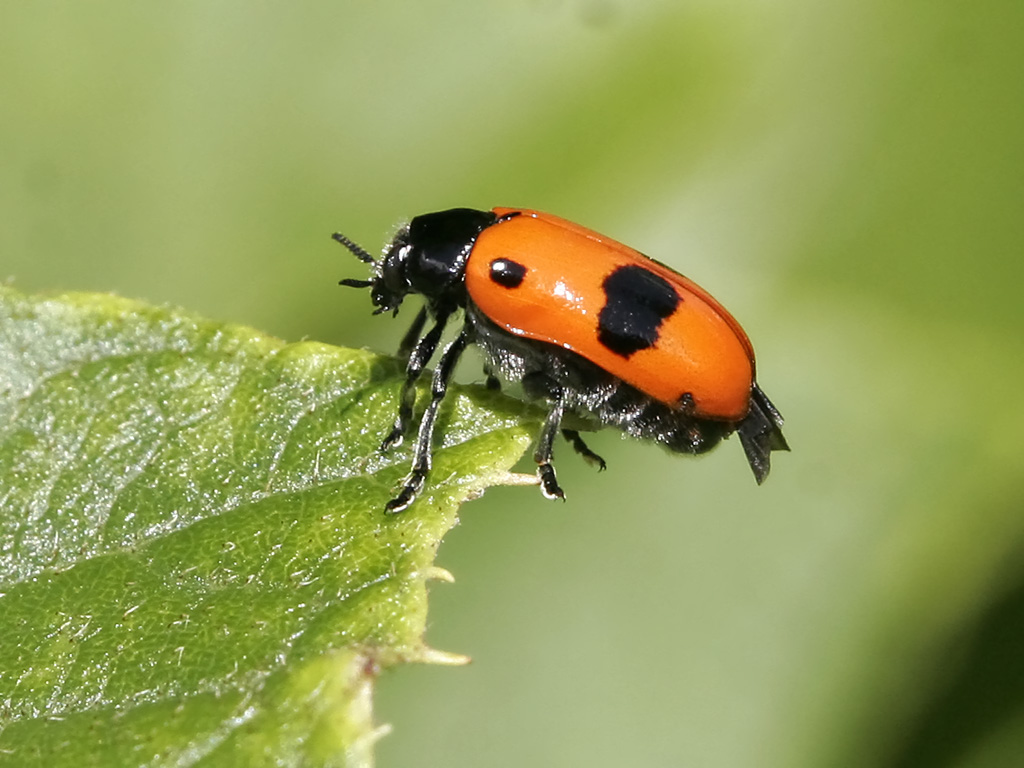
Vrbař uhlazený

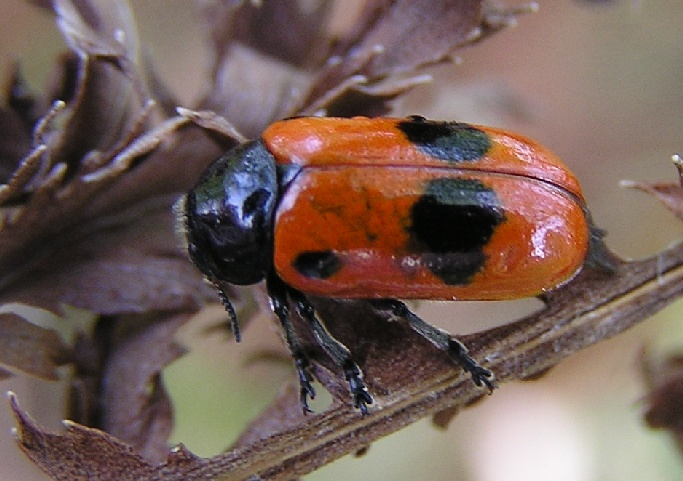
Vrbař uhlazený

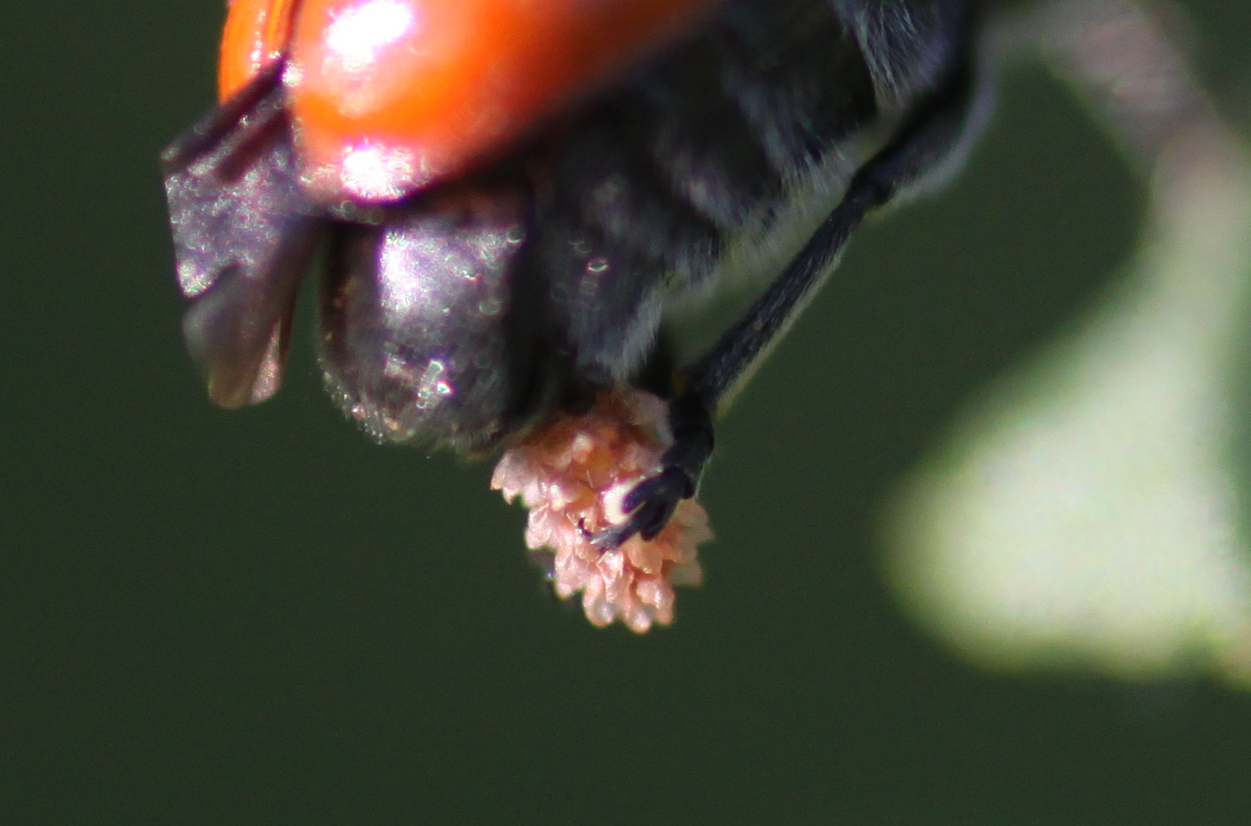
Vrbař uhlazený - kladení vajíčka

## Výskyt a stanoviště
Brouka nalezneme na křovinách, v remízcích, na okrajích cest a lesů, ale nejčastěji v blízkosti vrbového porostu. Často i na lučních rostlinách a blízkosti mravenišť v nichž parazituje. Vyrušíme-li je v terénu, okamžitě se pouštějí a padají k zemi, kde snadněji unikají případnému nebezpečí.

## Vývoj
Samička si vytvoří pomocí žláz na zadečku vaječné pouzdro podobající se šišce. Vajíčko klade nejen na vrbu, kde tyto bělavé protáhlé larvy ve zvláštních dosti pevných schránkách žijí trvale a dokončují v něm larvální vývoj. Vylíhlé larvy jsou bělavé, protáhlé a žijí na listech vrb. Dospělec i larva se živí vrbovým listím. Přes hojný výskyt vrbové porosty příliš neohrožuje, aby si vynucovaly regulační zásahy.

## Rozšíření
Převážná část Evropy až po Altaj. Ve střední Evropě je velmi hojný. V ČR celoplošně rozšířený s převážným výskytem ve vrbinách a oblastech s výskytem vrb.
- Taxony podřízené

varieta: Clytra laeviuscula var. connexa, Fricken, 1888

## Ochrana
V ČR zákonem nechráněný.